# Stettiner Rasenfreunde
Stettiner Rasenfreunde (celým názvem: Sportklub Stettiner Rasenfreunde) byl německý sportovní klub, který sídlil v pomořanském městě Stettin (dnešní Szczecin v Západopomořanském vojvodství). Založen byl v roce 1920, zanikl v roce 1945 po polské anexi východních Pomořan. V průběhu své existence býval účastníkem Baltského a Braniborského fotbalového mistrovství. Klubové barvy byly zelená a bílá.
Své domácí zápasy odehrával na stadionu Kosakenberg.

## Historické názvy
Zdroj: 
- 1920 – SK Stettiner Rasenfreunde (Sportklub Stettiner Rasenfreunde 1920)
- 1945 – zánik